# Élection du chef de l'État centrafricain de 2014
L'élection présidentielle centrafricaine de 2014 se déroule le 20 janvier 2014 afin d'élire le président de transition de la République centrafricaine pour un mandat allant jusqu'aux élections présidentielle et législatives prévues au plus tard au premier semestre 2015.

## Contexte
L'élection est réalisée par le Conseil national de transition, après la démission du Président Michel Djotodia intervenue le 11 janvier 2014.

## Candidatures
Sur 24 candidatures, le Conseil national de transition a retenu huit.
Il s'agit de :
- Jean-Barkès Gombé-Ketté ;
- Désiré Kolingba ;
- Régina Kozimongo ;
- Maxime Faustin Mbrenga Takama ;
- Catherine Samba-Panza ;
- Eugène Sylvain Ngakoutou Patassé ;
- Émile Gros Raymond Nakombo ;
- Nestor Mamadou Nali[2].

## Résultats
| Candidats | Candidats             | Partis | Premier tour | Premier tour | Second tour | Second tour |
| Candidats | Candidats             | Partis | Voix         | %            | Voix        | %           |
| --------- | --------------------- | ------ | ------------ | ------------ | ----------- | ----------- |
|           | Catherine Samba-Panza |        | 64           | 47,41        | 75          | 55,55       |
|           | Désiré Kolingba       |        | 58           | 42,96        | 53          | 39,26       |
|           | Autres candidats      |        | 13           |              |             |             |
| Total     | Total                 | Total  | 73           | 100          | 73          | 100         |